# جون ديفيد إيتون
جون ديفيد إيتون (بالإنجليزية: John David Eaton)‏ هو شخصية أعمال أمريكي، ولد في 4 أكتوبر 1909، وتوفي في 4 أغسطس 1973 بسبب ذات الرئة.